# انگل (شیلی)
اَنگُل (شیلی) (به اسپانیایی: Angol) یک شهرستان‌ در شیلی است که در Malleco Province واقع شده‌است. انگل ۱٬۱۹۴٫۴ کیلومترمربع مساحت و ۵۱٬۲۶۸ نفر جمعیت دارد و ۶۵ متر بالاتر از سطح دریا واقع شده.

## خواهرخوانده
شهر وینیولا خواهرخواندهٔ انگل هست.